# Horário do Azerbaijão
Horário do Azerbaijão, ou AZT, é um fuso horário usado no Azerbaijão. O fuso horário padrão foi de quatro horas à frente da UTC (UTC+4), com verão uma hora à frente do padrão AZT, sendo UTC+5. O horário de verão foi abolido em março de 2016.